# 天淵增二
天淵增二（人馬座θ1）是黃道星座人馬座中一對很靠近的聯星系統。它的視星等視肉眼可見的 +4.37等。根據從地球測得年周視差6.29mas的數值，它與太陽的距離是520光年。在這個距離上，由於星際塵埃的消光，它的星等減少了0.24等。
它是只有單一光譜線的光譜聯星，有著軌道週期正好2.1天的圓形的軌道。可見的主星A是B型次巨星，光譜類型是B3IVp，年齡大約3,300萬，投影自轉速度為每秒73公里。主星的質量是太陽的6.6倍，半徑是太陽的5.6倍 。來自有效溫度17,900K的光球層輻射的量是太陽光度的2,271倍。